# Birgit Zinn
Birgit Zinn (født 14. april 1936 i Odense) er en dansk skuespillerinde.
Hun har egentlig ikke noget skuespilleruddannelse bag sig, men debuterede i 1959 på Studenterscenen. Herudover har hun bl.a. optrådt på Boldhus Teatret, Fiolteatret, Ungdommens Teater og Privat Teatret, ligesom hun har medvirket i en del revyer, herunder i Rottefælden i Svendborg.
Hun er blandt andet kendt for sin medvirken i forestillingerne Frihed, det bedste guld og Gris på gaflen.
På tv har hun medvirket i satire-programmet Hov-hov samt i serierne Bryggeren, Strisser på Samsø, Edderkoppen og Rejseholdet. Mest kendt er hun dog for rollen som pølsedamen "Ella" i tv-julekalenderen, Torvet fra 1981.
Hun har kun haft ganske få film-roller, nemlig i Weekend (1962), Den gale dansker (1969), Dansen med Regitze (1989) og Kun en pige (1995).